# 马克·史密斯
马克·史密斯（英語：Mark Smith），美国音频工程师。他因电影《最后的莫希干人》而赢得了奥斯卡最佳音响效果奖。1987年至2006年间，史密斯曾参与近100部电影的制作。

## 部分影视作品
- 最后的莫希干人 (1992)[1]